# ميني ياكوبسن
ميني ياكوبسن (مواليد 8 نوفمبر 1965) هو لاعب كرة قدم. يلعب مع منتخب النرويج لكرة القدم. سبق له أن لعب في كأس العالم لكرة القدم مع منتخب بلاده.

## روابط خارجية
- ميني ياكوبسن على موقع IMDb (الإنجليزية)
- ميني ياكوبسن على موقع الاتحاد الأوربي (الإنجليزية)
- ميني ياكوبسن على موقع اتحاد النرويج (النرويجية)
- ميني ياكوبسن على موقع قاعدة بيانات كرة القدم.إي يو (الإنجليزية)
- ميني ياكوبسن على موقع ناشيونال فوتبول تيمز (الإنجليزية)
- ميني ياكوبسن على موقع عالم كرة القدم.نت (الإنجليزية)